# Хухлаева, Ольга Владимировна
О́льга Влади́мировна Хухла́ева (14 декабря 1952, СССР — 11 сентября 2019, Москва, Россия) — советский и российский психолог и педагог, специалист по детской психологии, этнопедагогике, этнокультурному и поликультурному образованию, современным методам психологической помощи людям и их прикладному применению для различных социальных групп, психологическому консультированию семьи, детей и подростков, развитию человека в различные возрастные периоды. Кандидат психологических наук (1990), доктор педагогических наук (2001), доцент (1998). Профессор кафедры этнопсихологии и психологических проблем поликультурного образования факультета социальной психологии Московского государственного психолого-педагогического университета.

## Биография
В 1976 году окончила Московский институт стали и сплавов по специальности «физика металлов» с присвоением квалификации «инженер-металлург».
В 1985 году окончила Армавирский государственный педагогический институт по специальности «педагогика и методика начального обучения» с присвоением квалификации «учитель начальных классов».
С 1984 года работала учителем, затем заведующей учебной частью начальных классов в средней школе.
В 1990 году в Московском государственном педагогическом институте имени В. И. Ленина под научным руководством доктора психологических наук В. С. Мухиной защитила диссертацию на соискание учёной степени кандидата психологических наук по теме «Динамика структуры самосознания младшего школьника» (специальность 19.00.07 — педагогическая и возрастная психология); официальные оппоненты — доктор психологических наук И. В. Дубровина и кандидат психологических наук Л. Ф. Обухова; ведущая организация — Научно-исследовательский институт дошкольного воспитания АПН СССР. 
В 1998 году присвоено учёное звание доцента.
В 2001 году в Московском педагогическом государственном университете защитила диссертацию на соискание учёной степени доктора педагогических наук по теме «Формирование психологического здоровья младших школьников» (специальности 13.00.01 — общая педагогика, история педагогики и образования и 19.00.07 — педагогическая психология (психологические науки)).
С 2003 года — доцент и профессор кафедры этнопсихологии и психологических проблем поликультурного образования факультета социальной психологии Московского государственного психолого-педагогического университета.
Научный консультант НОУ «Ломоносовская школа».
Руководитель психологической службы школы «Президент» и многопрофильной гимназии № 1506 г. Москвы.
Педагог-психолог многопрофильной средней общеобразовательной Школы права и экономики.
Скончалась 11 сентября 2019 года, похоронена  на Волковском кладбище городского округа  Мытищи Московской области

## Научно-педагогическая деятельность
Разработала уникальные авторские методики в области дошкольного и школьного образования с детьми и подростками, автором большого числа книг, учебных пособий, методических пособий и программ по детской психологии, поликультурному образованию и этнопедагогике, в том числе «Лабиринт души. Терапевтические сказки», «Маленькие игры в большое счастье: как сохранить психологическое здоровье дошкольника», «Счастливый подросток: программа профилактики нарушений психологического здоровья», «Тропинка к своему “я”: программа формирования психологического здоровья у младших школьников».

## Научные труды

### Монографии
- Хухлаева О. Е., Хухлаев О. В., Первушина И. М. Маленькие игры в большое счастье : Как сохранить психическое здоровье дошкольника. — М.: Апрель пресс : Эксмо-пресс, 2001. — 223 с. (Как стать психологом). ISBN 5-04-007343-7
- Хухлаева О. В. Практические материалы для работы с детьми 3-9 лет. Психологические игры, упражнения, сказки. — 2-е изд. — М.: Генезис, 2007. — 176 е.: илл. — (Психологическая работа с детьми)
- Хухлаева О. В. Школьная психологическая служба: работа с родителями. — М.: Генезис, 2008. — 156 с. ISBN 978-5-98563-135-7
- Хухлаева О. В. Кризисы взрослой жизни. Книга о том, что можно быть счастливым и после юности. — М.: Генезис, 2009. — 208 с.
- Хухлаева О. В. В каждом ребёнке – солнце? Родителям о детской психологии. — М.: Генезис, 2009. – 317 с. – (Родительская библиотека)
- Хухлаева О. В., Хухлаев О. Е. Терапевтические сказки в коррекционной работе с детьми. — М.: Форум, 2012. — 151 с. ISBN 978-5-91134-607-2
- Хухлаева О. В. В каждом ребёнке-солнце. Психология ребенка от 0 до 11. — М.: Академический проект, 2016.
- Хухлаева О. В. Лабиринт души. Терапевтические сказки. — М.: Академический проект, 2016.
- Хухлаева О. В. Кризисы взрослой жизни. Книга о том, что можно быть счастливым и после юности. — 2-е изд. — М.: Генезис, 2016. — 205 с. ISBN 978-5-98563-417-4
- Хухлаева О. В. Групповое социально-психологическое консультирование. — М.: Московский государственный психолого-педагогический университет, 2017. — 87 с. ISBN 978-5-94051-157-1

### Учебные пособия
- Хухлаева О. В. Психотехнические игры в начальной школе. Методическое пособие. — М.: МОСУ, 1995. — 32 с.
- Хухлаева О. В. Групповая психокоррекция в детском саду и начальной школе. Методическое пособие. — М.: МОСУ, 1996. — 33 с.
- Хухлаева О. В. Коррекционная работа с использованием терапевтических метафор. Методическое пособие. — М.: МОСУ, 1997. — 40 с.
- Хухлаева О. В. Лесенка радости. Коррекция негативных личностных отклонений в дошкольном и младшем школьном возрасте. Методическое пособие для психологов детского сада и начальной школы. — М.: Издательство "Совершенство", 1998.
- Хухлаева О. В. Формирование психологического здоровья в младшем школьном возрасте. — М.: Прометей, 2000. — 193 с.
- Хухлаева О. В. Основы психологического консультирования и психологической коррекции: Учебное пособие для студентов высших педагогических учебных заведений. — М.: Издательский центр «Академия», 2001. — 208 с.
- Хухлаева О. В. Психология развития: молодость, зрелость, старость: Учебное пособие для студентов высших учебных заведений. — М.: Издательский центр «Академия», 2002. — 208 с. (Высшее образование). ISBN 5-7695-0945-7
- Хухлаева О. В. Как сохранить психологическое здоровье подростков: (Пособие для школы) / Отв. ред. М. А. Ушакова. — М.: Сентябрь, 2003. — 175 с. (Библиотека журнала "Директор школы" Вып. № 5). ISBN 5-88753-064-2
- Хухлаева О. В. Коррекция нарушений психологического здоровья дошкольников и младших школьников: Учебное пособие для студентов высших педагогических учебных заведений. — М.: Издательский центр «Академия», 2003. — 184 с. (Высшее образование). ISBN 5769512385
- Хухлаева О. В. Психология подростка: учебное пособие для студентов вузов, обучающихся по специальности 031000 - Педагогика и психология. — М.: Academia, 2004. — 159 с. (Высшее профессиональное образование. Психология). ISBN 5-7695-1665-8
- Хухлаева О. В., Чибисова М. Ю. Работа психолога в многонациональной школе: учебное пособие. — М.: ФОРУМ, 2011. — 175 с. ISBN 978-5-91134-537-2
- Хухлаева О. В., Зыков Е. В., Бубнова Г. В. Психология развития и возрастная психология: учебник для бакалавров : для студентов высших учебных заведений, обучающихся по специальности 031000 "Педагогика и психология" / под ред. О. В. Хухлаевой; Московский гор. психолого-пед. ун-т. — М.: Юрайт, 2013. — 367 с. (Бакалавр. Базовый курс). ISBN 978-5-9916-2367-4
- Хухлаева О. В., Кривцова А. С. Этнопедагогика: учебник и практикум: учебник для бакалавров: учебник для студентов высших учебных заведений, обучающихся по гуманитарным направлениям и специальностям / Московский гор. психолого-педагогический ун-т. — М. : Юрайт, 2014. — 333 с. (Бакалавр. Базовый курс). ISBN 978-5-9916-3193-8
- Хухлаева О. В., Хакимов Э. Р., Хухлаев О. Е. Поликультурное образование: учебник для бакалавров: для студентов высших учебных заведений, обучающихся по гуманитарным направлениям и специальностям; Московский гор. психолого-пед. ун-т. — М.: Юрайт, 2014. — 283 с. (Бакалавр. Углубленный курс). ISBN 978-5-9916-3119-8

### Статьи
- Хухлаева О. В. Психологические особенности изменения содержательной стороны притязания на признание в связи с переходом ребенка в школу // Сборник научных трудов МГПИ «Проблемы формирования ценностных ориентаций и социальной активности личности». — М.: МГПИ, 1986. — С. 40-46.
- Хухлаева О. В. Особенности притязания на признание младших школьников в ситуациях депривации // Сборник научных трудов МГПИ «Проблемы формирования ценностных ориентаций и активности личности в ее онтогенезе». — М.: МГПИ, 1987. — С. 60-67.
- Хухлаева О. В. Особенности развития рефлексии в младшем школьном возрасте // Материалы международного симпозиума «Рефлексивные процессы». — М.: 1994. — С. 61.
- Хухлаева О. В. Проблема психопрофилактики в системе образования // Материалы международной конференции «Актуальные проблемы гуманитарного образования на пороге 21 века». — М., 1996. — С. 114–117.
- Хухлаева О. В. Формирование субъективного отношения к природе у младших школьников // Материалы Первой Российской конференции по экологической психологии. — М., 1996. — С. 160-161.
- Хухлаева О. В. Подготовка психологов к психопрофилактической работе в условиях НОУ // Материалы межвузовской конференции «Практическая подготовка психологов в системе высшего образования». — М., 1998. — С. 123-124.
- Морозова Т. Ю., Родионов В. А., Хухлаева О. В., Фёдорова О. В. Вариант для частной школы // Школьный психолог. — 1998. — № 46. — С. 12-13.
- Хухлаева О. В. Психопрофилактика школьной дезадаптации // В сборнике методических материалов Психолого-педагогическое обеспечение учреждений образования ЮВУАО. — М.:НМЦ ЮВОУ МКО, 1999. — С. 17-20.
- Хухлаева О. В. Пути формирования психологического здоровья личности // Педагогическое образование и наука. — 2000. — № 1. — С. 55-59.
- Хухлаева О. В. Особенности психологического здоровья современных студентов // Проблемы и перспективы педагогического образования в 21 веке: Труды научно - практической конференции. — М.: МПГУ, 2000. — С. 187-189.
- Хухлаева О. В. Хочу быть успешным: методическое пособие для школьных психологов, учителей начальных классов, воспитателей групп продленного дня // Школьный психолог. — 2000. — № 2. — С. 2-16.
- Хухлаева О. В. Трудности первоклассника // Школьный психолог. — 2001. — № 12. — С. 9-10.
- Хухлаева О. В. Особенности психологического здоровья современных студентов // Педагогическое образование и наука. — 2001. — № 2. — С. 37-41.
- Хухлаева О. В. Научите меня жить: практические занятия с подростками // Открытая школа. — 2001. — № 5.
- Хухлаева О. В. Психологическая поддержка детей со страхами // Школьный психолог. — 2001. — № 40. — С. 6.
- Хухлаева О. В. На пороге новых возможностей (психолого-педагогические условия сохранения психологического здоровья подростков) // Школьный психолог. — 2002. — № 34.
- Хухлаева О. В. Работа психолога с родителями концепция и технологии // Школьный психолог. — 2006. — № 17-24.
- Хухлаева О. В. Эмоциональное выгорание учителей // Школьный психолог. — 2006. — № 4.
- Хухлаева О. В. Активные формы групповой работы с родителями // Школьный психолог. — 2006. — № 19. — С. 91.
- Хухлаева О. В. Работа психолога с родителями: концепция и технологии: Лекция 5: Индивидуальное консультирование родителей // Школьный психолог. — 2006. — № 21. — С. 39.
- Хухлаева О. В. Работа психолога с родителями: концепция и технологии: Лекция 5: Индивидуальное консультирование родителей с опорой на особенности возраста. Специфика возрастного кризиса // Школьный психолог. — 2006. — № 24. — С. 37.
- Хухлаева О. В. Актуальные проблемы поликультурного образования // Материалы 2 Всероссийского форума «Здоровье нации - основа процветания России». — Москва, 2006. — С. 171.
- Хухлаева О. В. Работа психолога с родителями: концепция и технологии: Лекция 8: личностная готовность психолога к работе с родителями // Школьный психолог. — 2007. — № 1. — С. 37.
- Хухлаева О. В. Психологическое здоровье учащихся как цель работы школьной психологической службы // Школьный психолог. — 2007. — № 14.
- Хухлаева О. В. Формирование компонентов психологического здоровья // Школьный психолог. — 2007. — № 14. — С. 16.
- Хухлаева О. В. Поликультурное образование как фактор сохранения психологического здоровья школьников в современной России // Материалы всероссийской научно-практической конференции «Практическая этнопсихология - актуальные проблемы и перспективы развития». — М., 2007.
- Хухлаева О. В. Поликультурное образование как фактор сохранения психологического здоровья школьников // Новые ценности образования - культурная парадигма. — 2007. — № 3 (34). — С. 174-179.
- Хухлаева О. В. Актуальные проблемы поликультурного образования // Материалы международной научно-практической конференции. — Ижевск, 2007. — С. 123-125.
- Хухлаева О. В. Оптимизм или пессимизм? Что предпочтительнее для школьного аминистратора и педагога // Директор школы. — 2008. — № 3. — С. 39-44.
- Хухлаева О. В. Поступление ребёнка в школу - это рывок в его развитии // Современное дошкольное образование. — 2008. — № 3. — С. 12-16.
- Хухлаева О. В. Отношение к себе как предпосылка уверенности и условия её формирования в дошкольном возрасте // Современное дошкольное образование. — 2009. — № 1. — С. 50-55.
- Хухлаева О. В. Младший школьный возраст как основа формирования учебной активности ребёнка // Вестник практической психологии образования. — 2009. — № 3. — С. 45.
- Хухлаева О. В. Метавоздействие // Школьный психолог. — 2009. — № 12. — С. 14.
- Хухлаева О. В., Кривцова А. Метавоздействие // Школьный психолог. — 2009. — № 12. — С. 26.
- Хухлаева О. В. Основные направления профилактики эмоционального выгорания педагогов // Народное образование. — 2010. — № 7 (1400). — С. 278-282.
- Хухлаева О. В. Возрастное развитие в период взрослости // Психологическая наука и образование. — 2010. — № 1. — С. 10.
- Хухлаева О. В. Направления профилактики эмоционального педагогов // Relga. — 2010. — № 7. — С. 278.
- Хухлаева О. В., Кривцова А. С. Метавоздействие: новый метод индивидуальной коррекционной работы с подростками // Школьный психолог. — 2010. — № 12. — С. 35.
- Хухлаев О. В.	Оптимисты и пессимисты в школе // Школьный психолог. — 2010. — № 2. — С. 18.
- Хухлаева О. В. Влияние культуры на социализацию детей // Миры культур и культура мира. сборник материалов Третьей Всероссийской научно-практической конференции "Практическая этнопсихология: актуальные проблемы и перспективы развития". Департамент образования г. Москвы, Московский городской психолого-педагогический университет, Психологический институт Российской академии образования. 2011. — С. 117-118.
- Хухлаева О. В. Специфика конфликтов в классах со смешанным этнокультурным составом // Психологическая наука и образование. — 2012. — № 1. — С. 1.
- Хухлаева О. В. Возрастное развитие в период взрослости // Психологическая наука и образование. 2012. — № 1. — С. 10.
- Хухлаева О. В. Особенности взаимодействия педагогов с учащимися в классах со смешанным этнокультурным составом // Психологическая наука и образование. — 2012. — № 2. — С. 71-75.
- Хухлаева О. В. Возрастное развитие в период взрослости // Психологическая наука и образование. — 2012. — № 1. — С. 10-20.
- Хухлаева О. В. Специфика конфликтов в классах со смешанным этнокультурным составом // Психологическая наука и образование. — 2012. — № 1. — С. 300-310.
- Хухлаева О. В., Саакян Н. К. Стратегии выбора брачного партнёра у девушек // Вестник образования и науки. Педагогика. Психология. Медицина. — 2012. — № 1 (3). — С. 55-58.
- Хухлаева О. В. Этнокультурные особенности представления об уверенности в себе // Актуальные проблемы психологического знания. — 2014. — № 1 (30). — С. 84-90.
- Хухлаева О. В. Использование общекультурных символов в групповой работе в поликультурной среде // Понять другого: Межкультурное взаимопонимание в современном глобальном мире. Сборник материалов пятой Всероссийской научно-практической конференция "Практическая этнопсихология: актуальные проблемы и перспективы развития". — М.: Московский государственный психолого-педагогический университет, 2015. — С. 137-139.
- Хухлаева О. В. Использование культурных символов в групповой работе с взрослыми // Актуальные проблемы психологического знания. — 2015. — № 4 (37). — С. 113-118.
- Хухлаева О. В. Коррекция социальных страхов у младших школьников // Актуальные проблемы психологического знания. — 2016. — № 2 (39). — С. 124-129.
- Хухлаева О. В. Подростковые инициации и их роль в традиционной культуре // Этнокультурное образование в современном мире. Сборник научных статей по материалам Всероссийской очно-заочной научно-методической конференции. / Науч. ред. Е.А. Александрова. — М.: Перо, 2017. — С. 779-787.
- Боголюбская Л. А., Хухлаева О. В. Особенности общения со сверстниками у младших школьников с социальными страхами в поликультурной среде // Новое в психолого-педагогических исследованиях. — 2017. — № 2 (46). — С. 50-54.
- Боголюбская Л. А., Хухлаева О. В. Подходы к изучению проявления гнева и агрессии у младших школьников в работах зарубежных исследователей // Новое в психолого-педагогических исследованиях. — 2017. — № 3 (47). — С. 47-54.
- Хухлаева О. В. Основные причины конфликтов между подростками в поликультурной среде // Социальная психология и общество. — 2017. — Т. 8. — № 3. — С. 115-124.
- Шахбазова Е. Ю., Хухлаева О. В. Исследование взаимосвязи ценностно-смысловой сферы личности и её включённости в русскую народную культуру // Социальная психология: вопросы теории и практики. Материалы III Ежегодной научно-практической конференции памяти М. Ю. Кондратьева. / ФГБОУ ВО "Московский государственный психолого-педагогический университет", Факультет социальной психологии. — М.: Московский государственный психолого-педагогический университет, 2018. — С. 252-255.
- Дементьева Е. В., Хухлаева О. В. Современные подходы к исследованию психологической удовлетворённости своей внешностью // Социальная психология: вопросы теории и практики. Материалы III Ежегодной научно-практической конференции памяти М. Ю. Кондратьева. ФГБОУ ВО "Московский государственный психолого-педагогический университет", Факультет социальной психологии. — М.: Московский государственный психолого-педагогический университет, 2018. — С. 27-31.
- Клочкова С. В., Хухлаева О. В. Общение подростков в социальных сетях в этнокультурному аспекте // Социальная психология: вопросы теории и практики. Материалы III Ежегодной научно-практической конференции памяти М. Ю. Кондратьева. ФГБОУ ВО "Московский государственный психолого-педагогический университет", Факультет социальной психологии. — М.: Московский государственный психолого-педагогический университет, 2018. — С. 35-38.
- Колядко М. М., Хухлаева О. В. К вопросу о значении интернет-коммуникаций для людей с наличием социальных фобий // Социальная психология: вопросы теории и практики. Материалы III Ежегодной научно-практической конференции памяти М. Ю. Кондратьева. ФГБОУ ВО "Московский государственный психолого-педагогический университет", Факультет социальной психологии. — М.: Московский государственный психолого-педагогический университет, 2018. — С. 38-40.
- Никифорова Е. Ф., Хухлаева О. В. Особенности самопрезентации посредством селфи // Социальная психология: вопросы теории и практики. Материалы III Ежегодной научно-практической конференции памяти М. Ю. Кондратьева. ФГБОУ ВО "Московский государственный психолого-педагогический университет", Факультет социальной психологии. — М.: Московский государственный психолого-педагогический университет, 2018. — С. 62-65.
- Клочкова С. В., Хухлаева О. В. Общение в социальных сетях как фактор эмоционального благополучия подростков // Психологическое благополучие современного человека. Материалы Международной заочной научно-практической конференции. / Отв. ред. С. А. Водяха. 2018. — С. 154-160.
- Никифорова Е. Ф., Хухлаева О. В. Самопрезентация в Интернете как показатель психологического благополучия личности // Психологическое благополучие современного человека. Материалы Международной заочной научно-практической конференции. / Отв. ред. С. А. Водяха. — М.: Московский государственный психолого-педагогический университет, 2018. — С. 252-258.
- Хухлаева О. В. Психология развития: молодость, зрелость, старость. // Россия и современный мир. — 2018. — № 4 (101). — С. 104.
- Ходякова Н. В., Митин А. И., Хухлаева О. В. Проектирование личностно развивающих педагогических систем с учётом образовательных потребностей обучающихся и факторов социокультурной макросреды // Психология и право. — 2018. — Т. 8. — № 3. — С. 240-253.
- Журавлёва А. В., Хухлаева О. В. Влияние социально-психологической игры на личностные качества подростка // Социальная психология: вопросы теории и практики. Материалы IV Ежегодной научно-практической конференции памяти М. Ю. Кондратьева. — М.: Московский государственный психолого-педагогический университет, 2019. — С. 289-291.
- Боголюбская Л. А., Хухлаева О. В. Социальные страхи как феномен культурной трансмиссии // Актуальные проблемы исследования массового сознания. Материалы V Международной научно-практической конференции. Ответственный редактор В. В. Константинов. — М.: Московский государственный психолого-педагогический университет, 2019. — С. 29-31.
- Хухлаева О. В., Семёнова Т. Ю. Влияние тревожности на самооценку детей дошкольного возраста с социальными страхами // Социальная психология: вопросы теории и практики. Материалы IV Ежегодной научно-практической конференции памяти М. Ю. Кондратьева. — М.: Московский государственный психолого-педагогический университет, 2019. — С. 347-349.
- Куроптева С. А., Хухлаева О. В. Психологический феномен образа тела в работах зарубежных психологов // Социальная психология: вопросы теории и практики. Материалы IV Ежегодной научно-практической конференции памяти М. Ю. Кондратьева. — М.: Московский государственный психолого-педагогический университет, 2019. — С. 406-408.
- Потапова Т. А., Хухлаева О. В. Взаимосвязь особенностей общения и склонности к конфликтному поведению на примере россиян, проживающих за рубежом или путешествующих продолжительное время // Социальная психология: вопросы теории и практики. Материалы IV Ежегодной научно-практической конференции памяти М. Ю. Кондратьева. 2019. — С. 427-429.
- Шахбазова Е. Ю., Хухлаева О. В. Исследование влияния включённости в русскую народную культуру на ценностно-смысловую сферу личности // Социальная психология: вопросы теории и практики. Материалы IV Ежегодной научно-практической конференции памяти М. Ю. Кондратьева. — М.: Московский государственный психолого-педагогический университет, 2019. — С. 447-450.
- Боголюбская Л. А., Хухлаева О. В. Исследование взаимосвязи уровня сформированности психологических границ и развития ассертивности младших школьников // Психологическая наука и образование. — 2019. — Т. 24. — № 1. — С. 42-49.
- Боголюбская Л. А., Хухлаева О. В. Формы проявления агрессии детей и подростков // Актуальные проблемы психологического знания. — 2019. — № 2 (51). — С. 52-55.
- Хухлаев О. Е., Павлова О. С., Хухлаева О. В., Александрова Е. А., Кривцова А. С., Лейбман И. Я., Усубян Ш. А., Хакимов Э. Р. Измерение межкультурной компетентности педагога: разработка и апробация текста ситуационных суждений ТСС-МКК // Психологическая наука и образование. — 2021. — Т. 26. — № 6. — С. 46-57.

## Другие произведения
- Хухлаева О. В., Хухлаев О. Е. Маленький принц: терапевтические сказки. — М.: Академический проект, 2017. — 215 с. (Сказкотерапия). ISBN 978-5-8291-2053-5 : 500 экз.
- Хухлаева О. В., Хухлаев О. Е. Отчего у ёжика выросли иголки: и другие терапевтические сказки для детей, которые…. — М.: Проспект, 2017. — 16 с. ISBN 978-5-392-21866-0 : 1000 экз.
- Хухлаев О. Е., Хухлаева О. В. Для детей, которые…: считают, что родители больше любят младшего брата или сестру, ревнуют к родителям своих братьев или сестер, конфликтуют со своими братьями и сёстрами, конфликтуют с родителями, они видят мир так: "Брат (сестра) мне мешает". — М.: Проспект, 2017. — 16 с. ISBN 978-5-392-24851-3 : 1000 экз.
- Хухлаев О. Е., Хухлаева О. В. Чего мне волноваться? и другие терапевтические сказки для детей, которые…: хотят быть хорошими, правильными, стремятся, чтобы их хвалили, при выполнении новых или трудных заданий переживают (отказываются делать), боятся ошибиться, сильно переживают на контрольных работах (могут заболеть), они видят мир так: "у меня идеальные родители, я должен им соответствовать". — М.: Проспект, 2017. — 46, [2] с. ISBN 978-5-392-24856-8 : 1000 экз.
- Хухлаев О. Е., Хухлаева О. В. Светофор и другие терапевтические сказки для детей, которые… : стремятся противоречить взрослым "Не хочу, не буду" (иногда вплоть до грубости), активно настаивают на выполнении своих желаний, любят нарушать правила, неорганизованны, забывчивы, обкусывают ручки, карандаши. Они видят мир так: "Я чувствую себя неуверенно, мне не хватает свободы, я завоюю её". — М.: Проспект, 2017. — 32 с. ISBN 978-5-392-24854-4
- Хухлаев О. Е., Хухлаева О. В. Гараж и другие терапевтические сказки для детей, которые…: стремятся привлекать внимание взрослых непослушанием (на уроке выкрикивают, говорят глупости, совершают неуместные действия), ухудшают поведение после наказаний, стремятся привлекать внимание детей необычными выходками, говорят неправду или берут чужие вещи, проявляют очень большой интерес к своему внешнему виду, они видят мир так: "Хочу быть в центре внимания любыми способами". — М.: Проспект, 2017. — 14, [2] с. ISBN 978-5-392-24848-3
- Хухлаев О. Е., Хухлаева О. В. Девочка с мишкой и другие терапевтические сказки для детей, которые…: боятся спать одни или без света, боятся монстров или каких-то других страшных персонажей, видят страшные сны, стремятся контролировать и планировать новые ситуации, их привлекают компьютерные игры со стрельбой и убиванием, они видят мир так: "мир небезопасен, я боюсь его". — М.: Проспект, 2017. — 48 с. : ил. ISBN 978-5-392-24849-0 : 1000 экз.
- Хухлаев О. Е., Хухлаева О. В. Волшебные капельки счастья: терапевтические сказки. — М.: Проспект, 2018. — 382 с. ISBN 978-5-392-26652-4 : 3000 экз.
- Хухлаев О. Е., Хухлаева О. В. О ленивой звёздочке и другие терапевтические сказки для детей которые... . — М.: Проспект, 2018. — 64 с. ISBN 978-5-392-28107-7 : 1000 экз.
- Хухлаев О. Е., Хухлаева О. В. Снежинка и другие терапевтические сказки для детей, которые…. — М.: Проспект, 2019. — 16 с. ISBN 978-5-392-30061-7 : 1000 экз.
- Хухлаев О. Е., Хухлаева О. В. Чего мне волноваться: терапевтические сказки. — М.: Проспект, 2019. — 48 с. ISBN 978-5-392-29770-2
- Хухлаева О. В. В сонном-сонном лесу…: сказки для засыпания / иллюстрации Оксаны Великановой. — СПб.: Питер, 2020. — 47 с. (Серия "Осознанное родительство"). ISBN 978-5-00116-358-9 : 4000 экз.
- Хухлаев О. Е., Хухлаева О. В. Розовый карандаш и другие терапевтические сказки для детей, которые…. — М.: Проспект, 2020. — 32 с. ISBN 978-5-392-30253-6 : 2000 экз.
- Хухлаева О. В., Хухлаев О. Е. Портал в мир ребенка : психологические сказки для детей и родителей. — М.: Эксмо, 2020. — 221 с. (Волшебные миры сказкотерапии). ISBN 978-5-04-102160-3 : 12000 экз.
- Хухлаев О. Е., Хухлаева О. В. Мальчик Серёжа и другие терапевтические сказки для детей, которые… : считают, что родители больше любят младшего брата или сестру, ревнуют к родителям своих братьев или сестер, конфликтуют со своими братьями и сёстрами, конфликтуют с родителями, они видят мир так: «брат (сестра) мне мешает». — М.: Проспект, 2020. — 31 с. ISBN 978-5-392-30249-9 : 2000 экз.
- Хухлаев О. Е., Хухлаева О. В. Кто самый лучший? И другие терапевтические сказки для детей, которые…. — М.: Проспект, 2021. — 64 с. ISBN 978-5-392-33604-3 : 3000 экз.

## Награды
- Почётная грамота Министерства образования и науки Российской Федерации «за значительные успехи в организации и совершенствовании учебного и воспитательного процессов, формирования интеллектуального, культурного и нравственного развития личности и многолетний плодотворный труд» (2012)[4].
- Почётный профессор Московского государственного психолого-педагогического университета (2018)[4].

## Семья
- сын — Олег Евгеньевич Хухлаев, кандидат психологических наук, доцент, профессор и заведующий кафедрой этнопсихологии и психологических проблем поликультурного образования факультета социальной психологии МГППУ[11][12].
- дочь — Гаяна Валерьевна Базаева[13].